# Cascades de Karfiguéla
Cascades de Karfiguéla, zwane też Cascades de Banfora – wodospady w południowo-zachodniej części Burkina Faso, około 10 km na północ od miasta Banfora, jeden z najważniejszych celów turystycznych w kraju. Wody rzeki Komoé spadają tu na równinę po piaskowcowych skałach pasma Chaîne de Banfora. 
Dla ochrony miejscowej flory i fauny założono tu rezerwat przyrody Réserve des Cascades de Banfora.